# Günther (cantante)
Günther, pseudonimo di Mats Söderlund (Malmö, 25 luglio 1967), è un cantante svedese, famoso per il suo singolo Ding Dong Song del 2004.

## Biografia
Dopo aver cessato l'attività di modello, ha aperto dei club a Malmö e nel 2003 ha intrapreso la carriera di cantante incidendo il singolo Ding Dong Song, dal contenuto sessualmente implicito e di immenso successo in Europa.
L'11 marzo 2006 ha partecipato, insieme alle sue coriste The Sunshine Girls, al Melodifestivalen a Göteborg, non riuscendo però ad ottenere abbastanza voti per poter partecipare all'Eurovision Song Contest. Il 28 gennaio 2017 parteciperà con D'Sanz a Uuden Musiikin Kilpailu 2017, la selezione nazionale finlandese per l'Eurovision Song Contest 2017, con il brano Love Yourself. Il 2017 è un anno ricco da un punto di vista creativo: oltre alle numerose esibizioni dal vivo, il Pleasureman svedese pubblica l'esplosivo singolo DYNAMITE (con Blizz Bugaddi).
Il 2 febbraio 2022 torna con Sex Myself, singolo molto seducente, per il quale l'evocativo videoclip è stato diretto dallo stesso Söderlund.

## Discografia

### Album in studio
- 2004 – Pleasureman

### Singoli
- 2004 – Ding Dong Song (con The Sunshine Girls)
- 2004 – Teeny Weeny String Bikini (con The Sunshine Girls)
- 2004 – Touch Me (I Want Your Body) (con Samantha Fox)
- 2005 – Tutti Frutti Summer Love (con The Sunshine Girls)
- 2005 – Christmas Song (Ding Dong) (con The Sunshine Girls)
- 2006 – Like Fire Tonight (con The Sunshine Girls)
- 2007 – Suntrip (con The Sunshine Girls)
- 2007 – Obsession (con The Sunshine Girls)
- 2007 – My boudoir (con The Sunshine Girls)
- 2009 – Golddiggers (con The Sunshine Girls)
- 2010 – Famous (con The Sunshine Girls)
- 2011 – Pussycat (con The Sunshine Girls)
- 2013 – I'm Not Justin Bieber Bitch
- 2016 – No Pantalones
- 2016 – Love Yourself (con D'Sanz)
- 2017 – DYNAMITE (con Blizz Bugaddi)
- 2022 – Sex Myself
- 2023 – Coupe de Main
- 2023 – Real Sassy
- 2024 – SHUT UP (dance with me)
- 2024 – XXX (con GPF)